# UNESCOs Verdensarvsliste (Amerika)
UNESCOs Verdensarvsliste er en liste med bygninger, monumenter og naturområder i alle fem verdensdele, som UNESCO har udpeget som værende en del af verdens kulturelle arv. Listen omfatter pr. juli 2018 1.092 steder, heraf 845 kulturel arv, 209 naturarv og 38 blandede. 54 steder er på listen over Verdensarvsområder i fare I Nord- og Sydamerika er nedenstående udpeget:

## Antigua og Barbuda
- Nelsons skibsværft (en)[2]

## Argentina
- Los Glaciares nationalpark (1981)
- Jesuit missionsstationer hos guaraniindianerne (1983), (sammen med Brasilien)
- Iguazu National Park (1984)
- Cueva de las Manos (huler med prehistoriske malerier) (1999)
- Península Valdés området (1999)
- Ischigualasto og Talampaya nationalpark (2000)
- Jesuit Block Estancias af Córdoba områderne (2000)
- Quebrada de Humahuaca området (2003)
- Qhapaq Ñan, inkavejene i Andesbjergene, (transnationalt: Argentina, Bolivia, Chile, Colombia, Ecuador og Peru (2014)
- Arkitektoniske værker af Le Corbusier, et fremragende bidrag til modernismen. (Transnationalt: Argentina, Belgien, Frankrig, Tyskland, Indien, Japan og Schweiz)
- Los Alerces Nationalpark[3]

## Barbados
- Det historiske Bridgetown og dens garnison.[4]

## Belize
- Belize barriererev (1996)

## Bermuda(Storbritannien)
- Historiske bydel i St George og dennes fæstningsanlæg (2000)

## Bolivia
- Potosí by (1987)
- Jesuitmissionerne i Chiquitos (1990)
- Historiske bydel i Sucre (1991)
- Arkæologiske udgravninger Fuerte de Samaipata (1998)
- Noel Kempff Mercado nationalpark (2000)
- Arkæologiske udgravninger Tiwanaku (2000)
- Qhapaq Ñan, inkavejene i Andesbjergene, (transnationalt: Argentina, Bolivia, Chile, Colombia, Ecuador og Peru (2014).

## Brasilien
- Den historisk by Ouro Preto (1980)
- Den historiske bydel i Olinda (1982)
- Jesuit missionsstationer hos guaraniindianerne (1983), (sammen med Argentina)
- Historiske centrum af Salvador de Bahia (1985)
- Helligdommen Bom Jesus do Congonhas (1985)
- Iguaçu Nationalpark (1986)
- Brasilia (1987)
- Serra da Capivara Nationalpark (1991)
- Historiske centrum i São Luís (1997)
- South-East Reserves naturområde ved Atlanterhavet (1999)
- Discovery Coast, skovområder (1999)
- Historiske centrum i byen Diamantina (1999)
- Den centrale del af Regnskoven i Amazonas (2000)
- Pantanal området (2000)
- Atlanterhavs øerne: Fernando de Noronha og Atol das Rocas (2000)
- Chapada dos Veadeiros og Emas nationalparkerne (2001)
- Historiske centrum i byen Goiás (2001)
- São Francisco Square i byen São Cristóvão (2010)
- Rio de Janeiro: Carioca Landskaber mellem bjerg og hav. (2012)
- Pampulha Modern Ensemble (2016)
- Valongo Værft arkæologisk område (2017)
- Paraty og Ilha Grande (2019)[5]
- Sítio Roberto Burle Marx (2021) [6]

## Canada
- Vikingebebyggelser i L'Anse aux Meadows (1978)
- Nahanni Nationalpark (1978)
- Dinosaur Provincial Park (1979)
- Isgletsjerne: Kluane/Wrangell-St Elias/Glacier Bay/Tatshenshini-Alsek (1979)
- Head-Smashed-In Buffalo Jump (1981)
- S'G̱ang Gwaay (1981)
- Wood Buffalo National Park (1983)
- Canadiske Rocky Mountain Parker (1984)
- Historiske bydel af det gamle del af Québec (1985)
- Gros Morne National Park (1987)
- Den historiske by Lunenburg (1995)
- Waterton Glacier International Peace Park (1995) (sammen med USA)
- Miguasha National Park (1999)
- Rideaukanalen (2007)
- Joggins klipper med fossiler (2008)
- Lieu historique national de Grand-Pré (2012)
- Red Bay hvalfangerstation (2013)
- Pimachiowin Aki ("Landet der giver liv")[7]
- Writing-On-Stone Provinspark[8]

## Chile
- Rapa Nui nationalpark på Påskeøen (1995)
- Chiloés kirker (2000)
- Historiske bydel i Valparaíso (2003)
- Humberstone og Santa Lauras salpeterfabrikker (2005)
- Minebyen Sewell (2006)
- Qhapaq Ñan, inkavejene i Andesbjergene, (transnationalt: Argentina, Bolivia, Chile, Colombia, Ecuador og Peru. (2014)
- Bebyggelse og forhistorisk mumificering i Chinchorro-kulturen i Arica og Parinacota-regionen[9]

## Colombia
- Cartagenas havn, befæstning og forskellige monumenter (1984)
- Los Katíos National Park (1994)
- Historiske bydel i Santa Cruz de Mompox (1995)
- Tierradentro arkæologiske udgravninger (1995)
- San Agustín arkæologiske park (1995)
- Malpeloområdet (2006)
- Colombias kaffelandskab (2011)
- Chiribiquete Nationalpark (en) “The Maloca of the Jaguar” [10]
- Qhapaq Ñan, inkavejene i Andesbjergene, (transnationalt: Argentina, Bolivia, Chile, Colombia, Ecuador og Peru. (2014)

## Costa Rica
- La Amistad International Park (1983)
- Cocos Island National Park (1997)
- Guanacaste naturreservat (1983)
- Costa Ricas stensfærer (2014)

## Cuba
- Det gamle Havana og dets befæstning (1982)
- Trinidad og Valle de los Ingenios dalen (1988)
- San Pedro de la Roca fortet i Santiago de Cuba (1997)
- Desembarco del Granma National Parken (1999)
- Viñales dalen (1999)
- Arkæologiske udgravninger af den første kaffeplantage i det sydøstlige Cuba (2000)
- Alejandro de Humboldt national park (2001)
- Historiske centrum i Cienfuegos (2005)
- Historiske centrum i Camagüey (2008)

## Dominica
- Nationalpark Morne Trois Pitons

## Dominikanske Republik
- Koloniale bydel i Santo Domingo (1990)

## Ecuador
- Galapagosøerne (1978)
- Quitos historiske bydel (1978)
- Sangay National Park (1983)
- Historiske bydel i Cuenca (1999)
- Qhapaq Ñan, inkavejene i Andesbjergene, (transnationalt: Argentina, Bolivia, Chile, Colombia, Ecuador og Peru.

## El Salvador
- Joya de Cerén arkeologiske park (1993)

## Grønland(Danmark)
- Ilulissat Isfjord (2004)

## Guatemala
- Antigua Guatemala (1979)
- Tikal Nationalpark (1979)
- Arkæologiske park og ruiner af Quiriguá (1981)

## Haiti
- Sans Souci-paladset (1982)

## Hollandske Antiller(Holland)
- Historiske bydel, centrum og havnen i Willemstad (1997)

## Honduras
- Mayabyen Copan (1980)
- Río Plátano Biosphere reservatet (1982)

## Jamaica
- Nationalpark Blue and John Crow Mountains

## Mexico
- Historiske centrum i Mexico City og Xochimilco (1987)
- Historiske centrum i Oaxaca og det arkæologiske område Monte Albán (1987)
- Mayaruinbyen Palenque og Palenque nationalpark (1987)
- Pueblas historiske centrum (1987)
- Teotihuacan arkæologiske udgravninger (1987)
- Sian Ka'an naturområde (1987)
- Historiske centrum i Guanajuato og omkringliggende miner (1988)
- Arkæologiske udgravninger af mayabyen Chichen Itza (1988)
- Historiske centrum i Morelia (1988)
- El Tajin arkæologiske udgravninger af (1992)
- Historiske centrum i Zacatecas (1993)
- Klippemalerier i Sierra de San Francisco (1993)
- El Vizcaino hvalreservat (1993)
- Klostre på Popocatepetlbjergsiderne (1994)
- Uxmal ruinby (1996)
- Hospicio Cabañas i Guadalajara (1997)
- Casas Grandes arkæologiske område i Paquimé (1998)
- Historiske bydel i Tlacotalpan (1998)
- Xochicalco arkæologiske udgravninger (1999)
- Historiske befæstede by i Campeche (1999)
- Calakmul mayaruinby i Campeche (2002)
- Franciskaner missioner i Sierra Gorda i Querétaro (2003)
- Luis Barragáns hus og studio (2004)
- Øer og beskyttede områder i Californiske Golf (2005)
- Agave landsskaper og gamle industrifaciliteter i Tequila (2006)
- Centrale universitetscampus af Universidad Nacional Autónoma de México (UNAM) (2007)
- Monarch sommerfugle biosphere reservat (2008)
- Beskyttede by i San Miguel og Jesús Nazareno de Atotonilco helligdom (2008)
- El Pinacate y Gran Desierto de Altar biosfære (2013)
- Tehuacán-Cuicatlán Valley Biosfærereservat (en) [11]
- Padre Tembleque akvædukt (2015)
- Revillagigedo Arkipelag (2016)
- Forhistoriske grave i Yagul og Mitla i den centrale del af Oaxaca-dalen (2010)
- Camino Real de Tierra Adentro (2010)

## Nicaragua
- León Viejo ruinerne (2000)
- Katedralen i León (2011)

## Panama
- Portobelo og San Lorenzo befæstningerne (1980)
- Darien nationalpark (1981)
- Talamanca Range-La Amistad reservatet/La Amistad nationalpark (1983)
- Arkæologiske udgravninger i Panamá Viejo og det historiske område i Panama City (1997)
- Coiba nationalpark og det omkringliggende havområde (2005)

## Paraguay
- Jesuit Missionerne La Santísima Trinidad de Paraná og Jesús de Tavarangue (1993)

## Peru
- Cuzco (1983)
- Machu Picchu (1983)
- Chavín (arkæologiske udgravninger) (1985)
- Huascarán natonalpark (1985)
- Chan Chan (arkæologiske udgravninger) (1986)
- Limas gamle bydel (1988)
- Río Abiseo nationalpark (1990)
- Manú nationalpark (1987)
- Nazca-linjerne (1994)
- Arequipas gamle bydel (2000)
- Arkæologiske udgravninger af den hellige by Caral (2009)
- Qhapaq Ñan, inkavejene i Andesbjergene, (transnationalt: Argentina, Bolivia, Chile, Colombia, Ecuador og Peru (2014)

## Saint Kitts og Nevis
- Brimstone Hill Fortress nationalpark (2000)

## Saint Lucia
- Vulkankraterne Pitonerne (2004)

## Surinam
- Central Suriname Naturreservat (2000)
- Historiske bydel i Paramaribo (2002)

## Uruguay
- Colonia del Sacramentos historiske bydel (1995)
- Fray Bentos industrilandskab

## De Forenede Stater(USA)
- Yellowstone National Park (1978)
- Yosemite National Park (1978)
- Mesa Verde National Park (1978)
- Grand Canyon National Park (1979)
- Everglades National Park (1979)
- Independence Hall i Philadelphia (1979)
- Kluane/Wrangell-St Elias/Glacier Bay/Tatshenshini-Alsek nationalparker (1979)
- Redwood National Park (1980)
- Mammoth Cave National Park (1981)
- Olympic National Park (1981)
- Cahokia Mounds State Historic Site (1982)
- Great Smoky Mountains National Park (1983)
- Frihedsgudinden (1984)
- Hawaii Volcanoes nationalpark (1987)
- Chaco Culture National Historical Park – Chaco-kulturen (1987)
- Pueblo de Taos (1992)
- Carlsbad Caverns National Park (1995)
- Waterton Glacier International Peace Park (1995)
- Poverty Point (2014)
- La Fortaleza og San Juans nationale historiske steder i Puerto Rico
- Monticello og University of Virginia i Charlottesville (1987)
- Papahānaumokuākea marint nationalmonument ved Hawai (2010)
- San Antonio Missions (2015)
- Frank Lloyd Wrights bygninger: Fallingwater, Solomon R. Guggenheim Museum, Aline Barnsdall Hollyhock House, Jacobs House, Robie House, Taliesin, Taliesin West og Unity Temple (2019)[12][13]

## Venezuela
- Coro og dens havn (1993)
- Canaima nationalpark (1994)
- Universitetsbyen i Caracas (2000)

## Eksterne links
1. ↑  UNESCO – officiel liste over verdensarvsområderne, hentet 22 juli 2018 (engelsk)
2. ↑  Antigua Naval Dockyard and Related Archaeological Sites whc.unesco.org
3. ↑  Los Alerces National Park på whc.unesco.org
4. ↑  Historic Bridgetown and its Garrison på  whc.unesco.org
5. ↑  Paraty and Ilha Grande på whc.unesco.org
6. ↑  Sítio Roberto Burle Marx på whc.unesco.org
7. ↑  Pimachiowin Aki
8. ↑  Writing-on-Stone / Áísínai’pi på whc.unesco.org
9. ↑  Settlement and Artificial Mummification of the Chinchorro Culture in the Arica and Parinacota Region på whc.unesco.org
10. ↑  Chiribiquete National Park – “The Maloca of the Jaguar”
11. ↑  Tehuacán-Cuicatlán Valley: originary habitat of Mesoamerica
12. ↑  "Two cultural sites added to UNESCO's World Heritage List". UNESCO. 7. juli 2019.
13. ↑  Axelrod, Josh (7. juli 2019). "UNESCO Adds 8 Frank Lloyd Wright Buildings To Its List Of World Heritage Sites". NPR. Hentet 7. juli 2019.

- UNESCO World Heritage – officiel website
- UNESCO – officiel liste over verdensarvsområderne